# علي ربيع (لاعب كرة قدم مواليد 1981)
علي ربيع (مواليد 28 أغسطس 1981، لاعب كرة قدم إماراتي يجيد اللعب في الدفاع.

## مسيرة اللاعب
لعب سابقاً مع أندية الرمس والإمارات و الوصل والشعب و عجمان والعروبة و الحمرية و دبا الحصن.

## روابط خارجية
- علي ربيع (لاعب كرة قدم إماراتي) على موقع Soccerway.com (الإنجليزية)